# ژنرال گریوس
ژنرال گریووس (به انگلیسی: General Grievous) یکی از شخصیت های منفی در سه گانه پیش در آمد  جنگ ستارگان است،که با صدای متیو وود در اپیزود سوم حضور می‌یابد. وی معاصر با کنت دوکو، سناتور پالپاتین، دارث ویدر و بزرگترین فرمانده ارتش‌های دروید و سومین و آخرین رهبر جدایی طلبان است. لازم به ذکر است این شخصیت در مجموعه انیمیشن جنگ‌های کلون نقش مهمی را دارا می‌باشد.درحال حاضر ژنرال گریووس از نظر سینمایی تبهکار کمتر شناخته شده ایست ولی در انیمیشن جنگ ستارگان و مجموعه تلویزیونی جنگ های کلون به مراتب حضور قوی تری دارد. او همچنین چند جدای را به قتل رسانده است، مانند استاد نادا و جز چشمانش همه جایش سایبورگی و آهنین است و به همین دلیل جاذبه های سیارات روی او تاثیر زیادی دارد و مثل اناکین یا ماول سریع نیست.
او درحالی که ۴ شمشیر نوری دارد اما بیشتر از ۲ شمشیرش استفاده میکند. او چندین بار بازسازی و ترمیم  شد.

## تاریخچه کلی
ژنرال گریووس قبل از حادثه‌ای که منجر به نابودی بدن او شد یکی از معروف‌ترین جنگجویان وفادار به فدراسیون تجاری بود و بعد از سقوط شاتل و از بین رفتن بدن او تحت نظر سان هیل یکی از برترین اعضای اتاق جنگ جئونوسیس تبدیل به سایبورگی به نام گریووس شد و فنون رزمی جدای‌ها را کنت دوکو به دستور دارت سیدیوس به او آموزش داد.یکی از مهم‌ترین جدای‌هایی که به دست او به قتل رسید شاک تی (Shaak Ti) بود و سر انجام به دست آبی وان کنوبی به قتل رسید

## حضور
- اپیزود سوم

گریووس در حال مقابله با ارتش کلون است و همچنین کنت دوکو را در سفینه خود پناه داده است که دو جدای معروف، اوبی‌وان کنوبی و آناکین اسکای‌واکر از طرف جمهوری مامور می‌شوند تا یکی از اعضای سنا سناتور پالپاتین را نجات دهند در این قسمت کنت دوکو توسط آناکین اسکای‌واکر به قتل می‌رسد ولی ژنرال گریووس به سیاره یوتاپائو فرار می‌کند و پیغامی از طرف دارت سیدیوس دریافت می‌کند که کنت دوکو مرده است و او از این به بعد رهبر اتحادیه تجزیه طلبان است. ولی بعد از مدتی کوتاه گریووس توسط اوبی‌وان کنوبی کشته می‌شود و اتحادیه رسماً منحل می‌شود (هر چند نیمودیان‌ها بعد از این حادثه به فعالیت خود ادامه می‌دهند) کمی بعد نیز امپراتوری سیدیوس به‌طور رسمی تشکیل می‌شود.
- انیمیشن جنگ‌های کلون

یکی از تجزیه طلبانی که به‌طور پیوسته در مجموعه انیمیشن «جنگهای کلون» وجود دارد گریووس است.
- بازی‌های رایانه‌ای

حضور گریووس تقریباً در بیشتر بازی‌های جنگ ستارگان به چشم می خورد.
- Lego star wars 1
- Star wars Battlefront 2
- Star wars : Revenge Of the Sith
- (Clone wars 1 & 2 (Nintendo DS & Wii
- Brawlhalla